# 잊을 수 없는 사람들
"잊을 수 없는 사람들"은 한국에서 제작된 유재원 감독의 1957년 영화이다. 하연남 등이 주연으로 출연하였고 송유천 등이 제작에 참여하였다.

## 출연

### 주연
- 하연남
- 박암
- 추석양
- 김석훈
- 정성숙

## 기타
- 조명: 이병준
- 녹음: 이경순
- 미술: 갈이준